# Peter Kay
Peter Kay, född 2 juli 1973 i Farnworth, är en brittisk komiker, filmproducent och skådespelare.

## Filmografi (filmer som haft svensk premiär)
- 2001 - Blow Dry - Cyril
- 2002 - 24 Hour Party People - Don Tonay
- 2005 - Wallace & Gromit - varulvskaninens förbannelse - Mackintosh